# محطة قطار خميس مليانة
محطة خميس مليانة هي محطة قطار جزائرية تَقع على أراضي بلدية خميس مليانة بولاية عين الدفلى. تُعدّ جزءًا من شبكة الخطوط الإقليمية التي وتديرها الشركة الوطنية للنقل بالسكك الحديدية في الجزائر.

## الموقع في السكك الحديدية
تقع المحطة على خط الجزائر – وهران، حيث تسبقها محطة عين تركي و تتبعها محطة سيدي لخضر .

## تاريخ

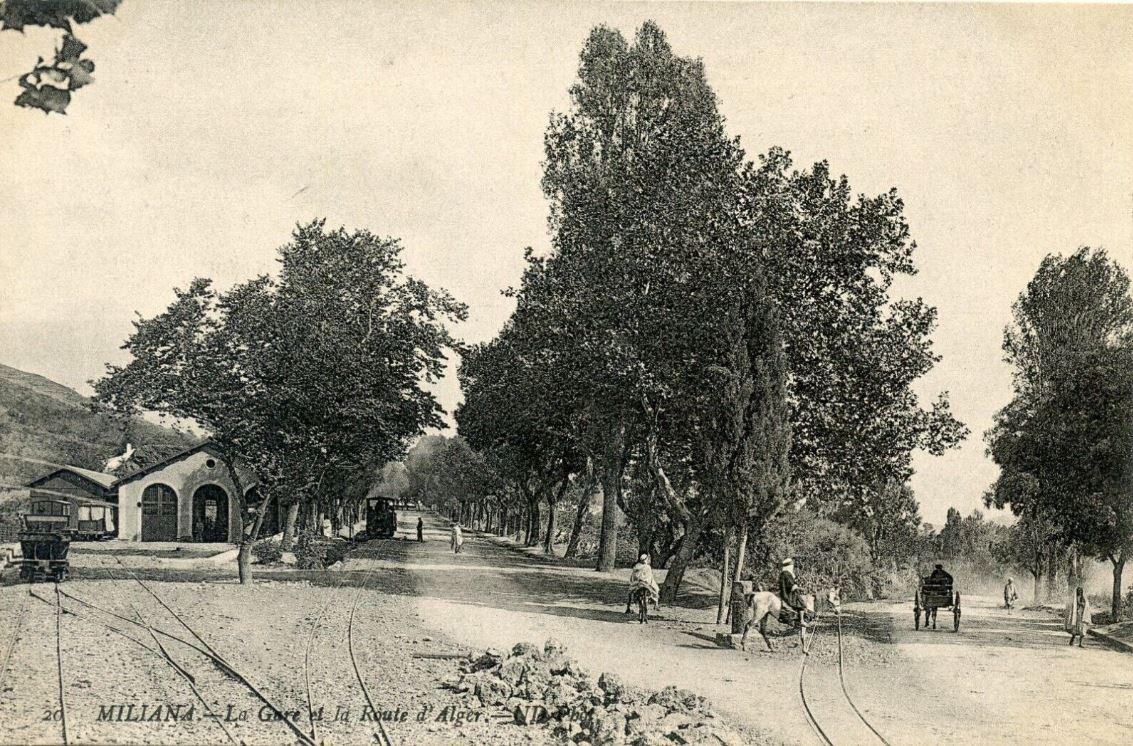
محطة مليانة في بداية القرن 20

## خدمة الركاب

### خدمة
مَحطة خميس مليانة تخدمها:
- قطارات الخط الرئيسي لخط الجزائر – وهران؛
- القطارات الإقليمية للاتصالات:
  - الجزائر – الشلف؛
  - الشلف – خميس مليانة.

## روابط خارجية
- "ش.و.ن.س.ح". الشركة الوطنية للنقل بالسكك الحديدية. مؤرشف من الأصل في 2025-05-05.